# Calymmaria
Calymmaria là một chi nhện trong họ Hahniidae.